# Шарлаевка (Шишацкий район)
Шарлаевка (укр. Шарлаївка) — село,
Гоголевский сельский совет,
Шишацкий район,
Полтавская область,
Украина.
Код КОАТУУ — 5325781604. Население по переписи 2001 года составляло 45 человек.

## Географическое положение
Село Шарлаевка находится в 2-х км от левого берега реки Голтва,
в 0,5 км от села Гоголево.
По селу протекает пересыхающий ручей с запрудой.